# Сјеничко-пештерско ћилимарство
Сјеничко-пештерско ћилимарство као део занатских знања и вештина југозападне Србије, је вештина израде сјеничко-пештерских тканина, ћилима са два једнака лица на вертикалном разбоју преплитањем вертикалне основе и хоризонталних нити од вуне аутохтоне расе сјеничке овце. Ћилимарство старовлашких и сјеничко-пештерских предела, има више орнаменталних стилизација сродних са пиротским ћилимима. Али за разлику од пиротских ови ћилими су нешто грубље пређе. Ћилими ткани у овим областима југозападне Србије масовно су били у употреби код градског муслиманског живља.
За ћилимарство у сјеничко-пештерском крају се може рећи (према новијим истраживањима) да је то један од ретких крајева у Србији у коме су стваране тканине прошлости, садашњости и будућности, које су одувек биле на завидном нивоу квантитета, квалитета, начина производње, али и свега онога што прати овај вид народног стваралаштва кроз више векова.
Сјеничко-пештерско ћилимарство, односно вештина израде ових ћилима, се налази на списку елемената нематеријалног културног наслеђа Србије од 13. децембра 2018. године.

## Основне информације
По својим особеностим израде старовлашко-полимско ћилимарство у коме свакако значајно место има сјеничко-пештерско ћилимарство разврстано, је у ћилимарство такозване сјеничко-полимске, односно полимско-старовлашке ћилимарску област, која је омеђена, у ужем смислу сјеничко-пештарском висоравни, а у ширем смислу полимско-старовлашком области. У овој области развило се неколико ћилимарских центара који носе назив:
- сјеничко-пештерски ћилимарски центар,
- ивањички ћилимарски центар,
- ужички ћилимарски центра,
- ћилимарски центар неких других крајева.[5]

Ћилими ткани у овим областима масовно су били у употреби код градског српског и муслиманског живља, било у њиховим домовима или у верским објектима (џамијама).

## Историја
Порекло сјеничко-пештерског ћилимарства не може се разматрати изван порекла и развоја ћилимарства у другим крајевима Србије. Досадашња истраживања показала су да корени овог ћилимарства леже у далекој прошлости, на ште је утицало:
- обиље домаће сировинске базе, пре свега вуне у овој претежно сточарској области,
- добро познавање ткалачких вештина
- географски положај који је омугаћавао да на овај простор продру бројни културни утицаја Истока и Запада
- богата историјска прошлост,
- локалних специфичности, које су његовом развоју дале одређене особености, по којима ће се до данас разликовати од ћилимарства у другим крајевима Србије.

Ћилими су првобитно били израђивани на хоризонталном разбоју скоро све до Другог светског рата, очему говоре сачувани примерци из најстарије фазе овог ћилимарства. 
Појавом вертикалног разбоја, с почетка 20. века (који је прво примењен у Ћилимарској школи у Сјеници, а потом и у приватним сјеничко-пештерским кућама), у ћилимарској радиности овог краја настале су бројне промене — у техници израде, колористици и ликовном изразу ћилима, рађених на овом разбоју.

## Израда
По својим особеностим израде сјеничко-пештерско ћилимарство је разврстано у такозвано сјеничко-полимску, односно полимско-старовлашку ћилимарску област.
Сјеничко-пештерски ћилим је тканина са два једнака лица, рађена на вертикалном разбоју преплитањем вертикалне основе и хоризонталних нити од вуне аутохтоне расе сјеничке овце праменке. Сјеничко-пештерски ћилими који се израђује у једном комаду, двонитном техником ткања, првобитно су ткани на хоризонталном а од почетка 20. века на вертикалном разбоју. 
Ћилими типа шаренице или ћилимача

Ћилими су првобитно украшавани читавом површином бесконачним мотивима пруга у двобојном или вишебојном колориту. То су углавном били ћилими типа шаренице, и претходили су изради ћилима у правом смислу те речи, са издељеном орнаменаталном површином на средини и окрајницом (околицом). За овако исткану тканину у сјеничком крају настао је назив ћилимача (додавањем суфикса —„ача” речи ћилим), како би се њом означио прост и једноставан ћилим, који се се значајно разликује у однсоу на развијени ћилим, однсоно ћилима у правом смислу те речи. Како се први пут реч ћилим у Србији јавља од 17. веку, када су најстарији ћилими већ називани ћилимаче у сјеничко-пештерској области, утврђено је да се у Србији једино у сјеничко-пештерском и у ивањичком крају користио назив ћилимача или ћилимара. 
Балучани ћилими
За разлику од ћилимача или ћилимара у сјеничко-пештерском крају, у развојном смислу, у 19. веку појавили су се и савршенији ћилими, чија је целокупна површина била прекривена шарама — балуцима. За разлику од ћилимача које се раде или само техником преткивања, или у комбинацији са техником на престе (клечањем), на ћилимима је примењена превасходно техника клечања. 
На неким ћилимима примењивана је истовремено техника претковања, која је комбинована са техником узлења (чворања). Зато у сјеничко-пештерском крају кажу да је ћилим у однсу на ћилимачу, балучан, однсоно сав ишаран.
Међу ћилиме старије израде у сјеничко-пештерском крају издвајају се и ћилими исткани на хоризонталном стану звани колаши на котуртове, на колцад, и гранаши, гранаше. Они спадају у групу великих подних ћилима, које карактерише разноврсност варијантних облика. Сатављени су од три до четири поле.

## Значај
Због изузетног значаја сјеничко-пештерског ћилимарства за културу Србије, Национални комитет за нематеријално културно наслеђе Србије, на састанку одржаном 13. децембра 2018. године, донео је одлуку о упису у Национални регистар нематеријалног културног наслеђа Србије сјеничко-пештерско ћилимарство, као препознато живо наслеђе Србије, које су различите заједнице, преносећи га с генерације на генерацију, препознале као обележје сопственог идентитета и сачувале до данашњих дана.

## Разлике између пиротског, сјеничко-пештерског и стапарског ћилима
Сваки од ових ћилима препознатљив је по шарама, а сјеничко-пештерски се понекад теже разликује од пиротског.
Главне одлике пиротског ћилима:
- нема наличје, односно лице и наличје су идентични,
- израђује на вертикалном разбоју,
- сировина је најбоља вуна од оваца са Старе планине,
- основна техника ткања је клечање, којим се постиже исти изглед са обе стране,
- шаре су углавном аутентичне, увек симетричне, а најпознатија је корњача која симболизује благостање и дуг живот.
- оно што пиротски ћилим разликује пре свега од сјеничко-пештерског јесте такозвани ћенар, односно ивица која уоквирује или цео ћилим (спољашњи ћенар) или целине на ћилиму (унутрашњи ћенар или чендра). Ћенара углавном нема на сјеничко-пештерском, и никад на стапарском ћилиму.

Главне одлике сјеничко-пештерског ћилима:
- грубље је грађе од осталих,
- шаре су углавном геометријске, понекад сличне онима на пиротском,
- нема ћенар, односно ивицу,
- може бити с ресама и без њих, и грубље је пређе
- Некада се израђивао на хоризонталном разбоју, па је морао да се саставља по средини или из неколико делова. Данас се тка на вертикалном разбоју, из једног дела,
- сировина је вуна сјеничке аутохтоне овце праменке.

Главне одлике стапарског ћилима:
- најчешће шаре су стилизовани флорални мотиви
- као и сјеничко-пештерски, и овај ћилим се некад спајао на средини или је рађен у неколико делова које су после састављали
- сировина за стапарски ћилим је комбинација кудеље и вуне (више кудеље него вуне),
- никад нема ресе.[10]

## У популарној култури
- Шара са сјеничкога ћилима је била инспирација за култни знак организације „Технократија” која је стекла знаменит статус као организатор андерграунд журки током деведесетих година.[11][12]